# Escalier de Cantor

Escalier de Cantor.

Pour les articles homonymes, voir Cantor.
L'escalier de Cantor, ou  l'escalier du diable, est le graphe d'une fonction f continue croissante sur [0, 1], telle que f(0) = 0 et f(1) = 1, qui est  dérivable presque partout, la dérivée étant presque partout nulle. Il s'agit cependant d'une fonction continue, mais pas absolument continue.

## Quelques rappels d'analyse élémentaire
Soit f une fonction continue sur un intervalle I ⊂ ℝ, de dérivée f '. Si f ' est nulle sur I, alors f est constante. C'est une conséquence immédiate du théorème des accroissements finis.
L'escalier de Cantor montre que la conclusion est fausse si l'on suppose seulement que f ' s'annule presque partout.
On dispose cependant des résultats suivants :
- si f est continue et si sa dérivée existe et s'annule sur le complémentaire d'un ensemble dénombrable, alors f est constante (d'après le lemme de Cousin ou l'inégalité des accroissements finis) ;
- si f est lipschitzienne (ou plus généralement : absolument continue) et si sa dérivée existe et s'annule presque partout, alors f est constante (cf. § « Fonction lipschitzienne à dérivée nulle presque partout » de l'article sur le lemme de Cousin) ;
- si la dérivée faible de f est nulle, alors f est constante.

## Construction
On suit pas à pas la construction de l'ensemble de Cantor K3.
On prend f0(x) = x. La fonction f1 est la fonction continue affine par morceaux qui vaut 0 en 0, 1 en 1, et 1/2 sur {\displaystyle \left[{\frac {1}{3}},{\frac {2}{3}}\right]}.
On passe de même de fn à fn+1 en remplaçant fn, sur chaque intervalle [u, v] où elle n'est pas constante, par la fonction continue affine par morceaux qui vaut {\displaystyle {\frac {f_{n}(u)+f_{n}(v)}{2}}} sur le tiers central de l'intervalle [u, v].
Alors on vérifie que pour tout {\displaystyle x,\vert f_{n+1}(x)-f_{n}(x)\vert \leq 2^{-n}}, ce qui montre que la série de fonctions {\displaystyle \sum _{n\geq 0}(f_{n+1}-f_{n})} converge uniformément, et donc que la suite fn converge uniformément. La fonction limite f est continue, monotone, et l'on a f(0) = 0 et f(1) = 1 comme annoncé. De plus, f a une dérivée nulle sur le complémentaire de l'ensemble de Cantor K3, puisque ce complémentaire est une réunion d'intervalles sur lesquels f, par construction, est constante (d'où le nom d'escalier !)

## Que nous apprend cet exemple?
- Il est vrai (cf. « Généralisation du premier théorème fondamental de l'analyse ») que si f est une fonction mesurable bornée sur ℝ, la fonction {\displaystyle x\mapsto \int _{a}^{x}f(t)\,{\rm {d}}t} est presque partout dérivable et de dérivée f. Mais il est faux que toute fonction presque partout dérivable soit égale à l'intégrale de sa dérivée, même si cette dernière est intégrable. C'est ce que nous enseigne l'escalier de Cantor. Pour avoir des résultats satisfaisants sur cette question, il faut introduire la notion de continuité absolue (cf. « Second théorème fondamental de l'analyse »).
- L'escalier de Cantor est un exemple de fonction continue dont la dérivée existe presque partout mais ne coïncide pas avec la dérivée au sens des distributions. Ce phénomène bien connu dans le cas de fonctions discontinues (les fonctions indicatrices par exemple) est moins intuitif dans le cas continu.
- L'escalier de Cantor est la fonction de répartition d'une variable aléatoire réelle de loi diffuse, la loi de Cantor, qui n'est pas à densité et qui est même étrangère à la mesure de Lebesgue. En cela aussi, c'est un (contre-)exemple intéressant. On peut exhiber simplement une variable aléatoire réelle X prise au hasard entre 0 et 1 dont la fonction de répartition est l'escalier de Cantor : il suffit de tirer au hasard les chiffres successifs (0, 1 ou 2) du développement en base trois de X de manière un peu spéciale, à savoir par des tirages indépendants équiprobables restreints à 0 ou 2, le chiffre 1 étant exclu.